# Michael-Sattler-Friedenspreis
Der Michael-Sattler-Friedenspreis wird seit 2006 vom Deutschen Mennonitischen Friedenskomitee (DMFK) verliehen. Mit dem nach Michael Sattler benannten Friedenspreis zeichnet das DMFK unregelmäßig Gruppen, Projekte oder Personen aus, die sich mit ihrem praktischen Engagement oder theologischen Denken für Frieden und Versöhnung eingesetzt haben. Michael Sattler wurde 1527 in Rottenburg am Neckar wegen seines gewaltfreien Friedenszeugnisses auf dem Scheiterhaufen hingerichtet.
Die Verleihung findet in der Regel in Rottenburg, dem Hinrichtungsort Sattlers, statt. 2013 fand die Verleihung erstmals im ehemaligen Kloster St. Peter auf dem Schwarzwald, dem Wirkungsort Michael Sattlers vor seinem Übertritt zur reformatorischen Täuferbewegung, statt.

## Deutsches Mennonitisches Friedenskomitee
Als Einrichtung der Arbeitsgemeinschaft Mennonitischer Gemeinden wurde das Deutsche Mennonitische Friedenskomitee im Jahr 1956 als Reaktion auf die deutsche Wiederbewaffnung gegründet. Nach dem Zweiten Weltkrieg bemühten sich die deutschen Mennoniten wieder an die pazifistische Theologie der frühen Mennoniten anzuknüpfen. Mit Verweis auf die Bergpredigt standen schon die Mennoniten der Reformationszeit für Gewaltfreiheit ein.

## Preisträger
- 2006: Christian Peacemaker Teams
- 2007: Zelt der Völker, Friedensprojekt von Daoud Nassar südwestlich von Bethlehem
- 2010: Howard Zehr, Mitbegründer der Restorative Justice Bewegung[3]
- 2013: Judy da Silva, Aktivistin für die First Nations in Kanada[4] (siehe auch Grassy-Narrows-Blockade)
- 2016: Ekklesiyar Yan’uwa a Nigeria (EYN) und ihre „Christian and Muslim Peace Initiative“ (CAMPI)[5]